# Joseph Clément Poullain de Grandprey
Pour les articles homonymes, voir Poullain.
Joseph Clément Poullain de Grandprey, né le 23 décembre 1744 à Lignéville (Vosges) et mort le 6 février 1826 à Graux, est un avocat et homme politique français.

## Biographie

### Ancien Régime
Joseph Clément Poullain de Grandprey, enfant à la santé délicate, ne quitte sa famille qu'assez tard ; il fait ses études aux récollets de Bulgnéville puis sa philosophie et son droit à Pont-à-Mousson. Il est reçu avocat et exerce à Mirecourt. En 1770, il a le titre  de conseiller du roi assesseur civil et criminel au bailliage royal de Mirecourt. Il est capitaine prévôt gruyer et chef de police des prévôtés du marquis de Bulgnéville, du comte de Bouxey et de la baronnie de Beaufremont. Il épouse Barbe Fatet le 29 avril 1766.
Franc-maçonnerie
Il est un membre actif dans la franc-maçonnerie de l'ouest vosgien. Il participe à la fondation de la loge maçonnique Saint-Jean le Parfait Désintéressement à l'Orient de Mirecourt en 1768 ainsi qu'à celle de trois loges à l'Orient de Neufchâteau : la loge du Roi Stanislas en 1785, celle de la Paix en 1801 puis celle de Saint-Jean des Amis d’Écosse jusqu'en 1804, cette dernière n'étant pas reconnue par le Grand Orient de France.

### La Révolution
À la Révolution, il a la charge de classer les doléances du bailliage de Neufchâteau et les doléances du tiers-état  de Lorraine. Il est élu procureur général syndic du département des Vosges en 1790. 
En 1792, il est élu député des Vosges à la Convention nationale. Il est désigné pour faire partie de la commission dite des vingt-quatre, chargée de répertorier et d'analyser les papiers de l'Armoire de fer trouvés aux palais des Tuileries. Il est celui qui communique à Louis XVI les papiers que l'on jugeait pouvoir être à  charge. Il en rend compte à l'assemblée et son compte-rendu modéré déplaît aux montagnards.
Lors du procès du roi, il répond ainsi aux quatre questions posées:    
- À la question 1, Louis Capet est-il coupable de conspiration contre la liberté publique et d'attentats contre la sûreté générale de l'État, oui ou non ? Il vote Oui.
- À la question 2,  Le jugement de la Convention nationale contre Louis Capet sera-t-il soumis à la ratification du peuple, oui ou non ? . Il vote Oui
- À la question 3, Quelle peine sera infligée à Louis ? ;  la mort avec sursis jusqu'à ce que la Constitution ait été acceptée par le peuple, et que la famille des Bourbons  ait évacué le sol de la liberté, sauf si le territoire français est envahi par des troupes étrangères.
- À la question 4, Y aura-t-il un sursis à l'exécution du jugement?. Il vote Oui.
Pour mémoire, les six députés vosgiens et le suppléant Balland ont voté comme suit : trois ont demandé la mort (Poullain-Grandprey, Souhait et Perrin), trois ont demandé l'exil ou l'internement (Bresson, Couhey et Balland), et un s'est récusé (Noël).
Dans la séance de la Convention du 17 mars 1793, il annonce que pour répondre à l'appel de la Patrie en danger, le département des Vosges a levé 33 bataillons de volontaires prêts à marcher aux frontières. Il fait décréter que Le département des Vosges a bien mérité de la Patrie.
Il est envoyé en mission dans la Loire et à Lyon où son nom reste attaché à la création du jardin botanique au sein du parc de la Tête d'Or à Lyon.
La loi sur le divorce du 20 septembre 1792 permet à Poullain-Grandprey de se séparer de sa femme. Quelque temps après il épousera Claudine Février, riche veuve d'un sire Trouillet.
Réélu député, il  siège au Conseil des Cinq-Cents où il occupe la présidence pendant 30 jours du 20 avril 1798 au 19 mai 1798.

### Après la Révolution
Après le Coup d'État du 18 brumaire, Poullain de Grandprey est contraint à l'exil. Échappant de peu à la déportation il est relégué en Charente. Grâce à une intervention de Bernadotte, il est nommé l'année suivante président du tribunal civil de Neufchâteau. En 1811 il quitte le tribunal de Neufchâteau pour occuper à Trèves les fonctions de président de chambre à la cour d'appel. Il rentre en France en 1814. Il préside en mai 1815 le collège électoral des Vosges.
Il se retire dans son domaine  de Graux, acheté avant la Révolution, avec une pension de 1 700 francs. C'est là qu'il s'éteint le 6 février 1826.

## Hommage
Une rue de  Bulgnéville porte son nom.